# Epoligosita sinica
Epoligosita sinica is een vliesvleugelig insect uit de familie Trichogrammatidae. De wetenschappelijke naam is voor het eerst geldig gepubliceerd in 1986 door Viggiani & Ren.